# Mechtilde af Holsten
Mechtilde af Holsten (født ca. 1220, død 1288) var en dansk dronning.

## Liv og gerning
Mechtilde var datter af grev Adolf 4. af Holsten og blev i 1237 gift med Valdemar Sejrs søn Abel, der var hertug i Sønderjylland. Herved knyttedes Abel nøje til den holstenske greveslægt og blev formynder for sine unge svogre, da grev Adolf gik i kloster. Da Abel blev konge, kronedes Mechtilde sammen med ham den 1. november 1250, men da Christoffer efter Abels død overtog kronen, måtte hun forlade Danmark og udholde en hård kamp for at bevare hertugdømmet i Sønderjylland for sin slægt. Under denne kamp sluttede hun sig til kongens værste fjende Jakob Erlandsen.
Den 12. maj 1260 pantsatte Mechtilde sammen med sine sønner Erik og Abel Abelsen landet mellem Ejderen og Slien (Stapelholm, Fræslet, Svansen og Krongodset Jernved) til sine brødre, Johan 1. af Holsten og Gerhard 1. af Holsten samt yderligere fæstningen Rendsborg, som hun havde modtaget som medgift, og hendes virksomhed dannede i det hele grundlaget for Holstens stadig voksende indflydelse i Sønderjylland, hvorfor hun også var forhadt af danskerne, som Rydårbogen bevidner. Et led i Mechtildes politiske bestræbelser var også hendes giftermål med Sveriges rigsstyrer Birger Jarl i 1261. Efter dennes død 1266 levede Mechtilde i Holsten.

## Børn
1. Valdemar 3. Abelsøn –1257; hertug i Sønderjylland
2. Erik 1. ca. 1241–1272; hertug i Sønderjylland
3. Sofia Abelsdatter af Danmark ca. 1240–1284
4. Abel Abelssøn 1252–1279